# NGC 855
NGC 855 é uma galáxia elíptica (E) localizada na direcção da constelação de Triangulum. Possui uma declinação de +27° 52' 40" e uma ascensão recta de 2 horas, 14 minutos e 03,7 segundos.
A galáxia NGC 855 foi descoberta em 26 de Outubro de 1786 por William Herschel.